# Związek rudowłosych
Związek rudowłosych (ang. The Red-headed League) – opowiadanie Arthura Conana Doyle’a z serii przygód Sherlocka Holmesa. Pierwsza publikacja w The Strand Magazine w sierpniu 1891, następna w tomie Przygody Sherlocka Holmesa w 1892. Ilustrował Sidney Paget. Znane też pod tytułem Stowarzyszenie Czerwonowłosych bądź Liga Rudych.
Do sławnego detektywa Holmesa przybywa rudowłosy właściciel lombardu Jabez Wilson i opowiada dziwną historię. Dwa miesiące wcześniej jego pomocnik Spaulding zwrócił mu uwagę na ogłoszenie w gazecie: Związek Rudowłosych oferuje miejsce pracy dla mających prawdziwie rude włosy. Bankier udał się pod wskazany adres i zostawiwszy przedsiębiorstwo pod opieką pomocnika otrzymał zadanie codziennego przepisywania Encyklopedia Britannica za stosownym wynagrodzeniem. Po dwu miesiącach, gdy pewnego ranka jak zwykle stawił się do pracy, z przerażeniem odkrył na drzwiach napis o rozwiązaniu Stowarzyszenia. Członkowie znikli bez śladu, zwrócił się zatem do Holmesa.
Detektyw po przeprowadzeniu wizji lokalnej w okolicach lombardu dedukuje, iż Stowarzyszenie było fikcją obliczoną na trzymanie Wilsona z dala od jego przedsiębiorstwa przez czas potrzebny do wykonania planu gangu włamywaczy. Razem z policją zastawia pułapkę na przestępców wiedząc, co jest ich celem.
Podobne motywy występują w opowiadaniach Urzędnik maklerski i O trzech panach Garrideb.
Ekranizacje:
- 1965 w serialu BBC (w roli Holmesa Douglas Wilmer)[1]
- 1985 w serialu Granada TV (w roli Holmesa Jeremy Brett)[2]